# Nils Hertzberg (statsråd)
 For alternative betydninger, se Nils Hertzberg. (Se også artikler, som begynder med Nils Hertzberg)
Nils Christian Egede Hertzberg (født 26. oktober 1827 i Ullensvang, død 8. juli 1911) var en norsk skolemand og pædagogisk forfatter, søn af provst Nils Hertzberg.
Hertzberg blev student 1846 og cand. theol. 1851. Efter at have været lærer ved Krigsskolen 1853—60 ansattes han som andenlærer ved Askers Seminarium og blev 1867 bestyrer af og førstelærer ved Hamars Seminarium. I 1873 udnævntes han til ekspeditionschef for skolevæsenets anliggender under Kirkedepartementet og indtrådte 30. januar 1882 i Ministeriet Selmer som chef for Kirkedepartementet. Som medlem af nævnte ministerium blev han ved rigsretsdom af 1. april 1884 idømt en bøde til statskassen på 8000 kroner, indtrådte senere som kirkestatsråd i det Schweigaard-Løvenskjoldske ministerium og gik med dette af 26. juni 1884. Han repræsenterede 1886—88 og 1889—91 Kristiania på Stortinget. Han har indlagt sig store fortjenester af Norges folkeskole, blandt andet ved sit arbejde for gymnastiksagen og skolesløjd og som grundlægger og redaktør 1869—73 af "Norsk
Skoletidende".
Af hans mange skrifter mærkes Nogle Lærerseminarier i fremmede Lande (1868); Opdragelsen i Hjemmet (1880; flere oplag); Kvindens Kald, Uddannelse og Gerning (1887); Pædagogikkens Historie samt den norske Skoles Udvikling (1890); Arbejderspørgsmaalet og Socialismen (1891); Opdragelse og Undervisning (1892); Træk af Barnets Sjæleliv (1897). Han optrådte ligeledes i skrift og tale mod forslagene til den senere gennemførte reform af folkeskolevæsenet og repræsenterede overhovedet den stærkt konservative opfattelse af skole- og samfundsliv, hvad han også har lagt for dagen i flere kritiske småskrifter og tidsskriftartikler mod Henrik Ibsens digtning og den moderne litteratur.